# توني كوزينز
توني كوزينز (بالإنجليزية: Tony Cousins)‏ هو لاعب كرة قدم أيرلندي، ولد في 25 أغسطس 1969 في دبلن في جمهورية أيرلندا. شارك مع منتخب جمهورية أيرلندا تحت 20 سنة لكرة القدم ومنتخب جمهورية أيرلندا تحت 21 سنة لكرة القدم. أما مع النوادي، فقد لعب مع نادي بوهيميان ونادي دوندالك ونادي شامروك روفرز ونادي ليفربول ونادي ميدلزبره ونادي هيرفورد.

## وصلات خارجية
- توني كوزينز على موقع قاعدة بيانات كرة القدم.إي يو (الإنجليزية)